# Shinagawa Yajirō
Shinagawa Yajirō est un nom japonais traditionnel ; le nom de famille (ou le nom d'école), Shinagawa, précède donc le prénom (ou le nom d'artiste).

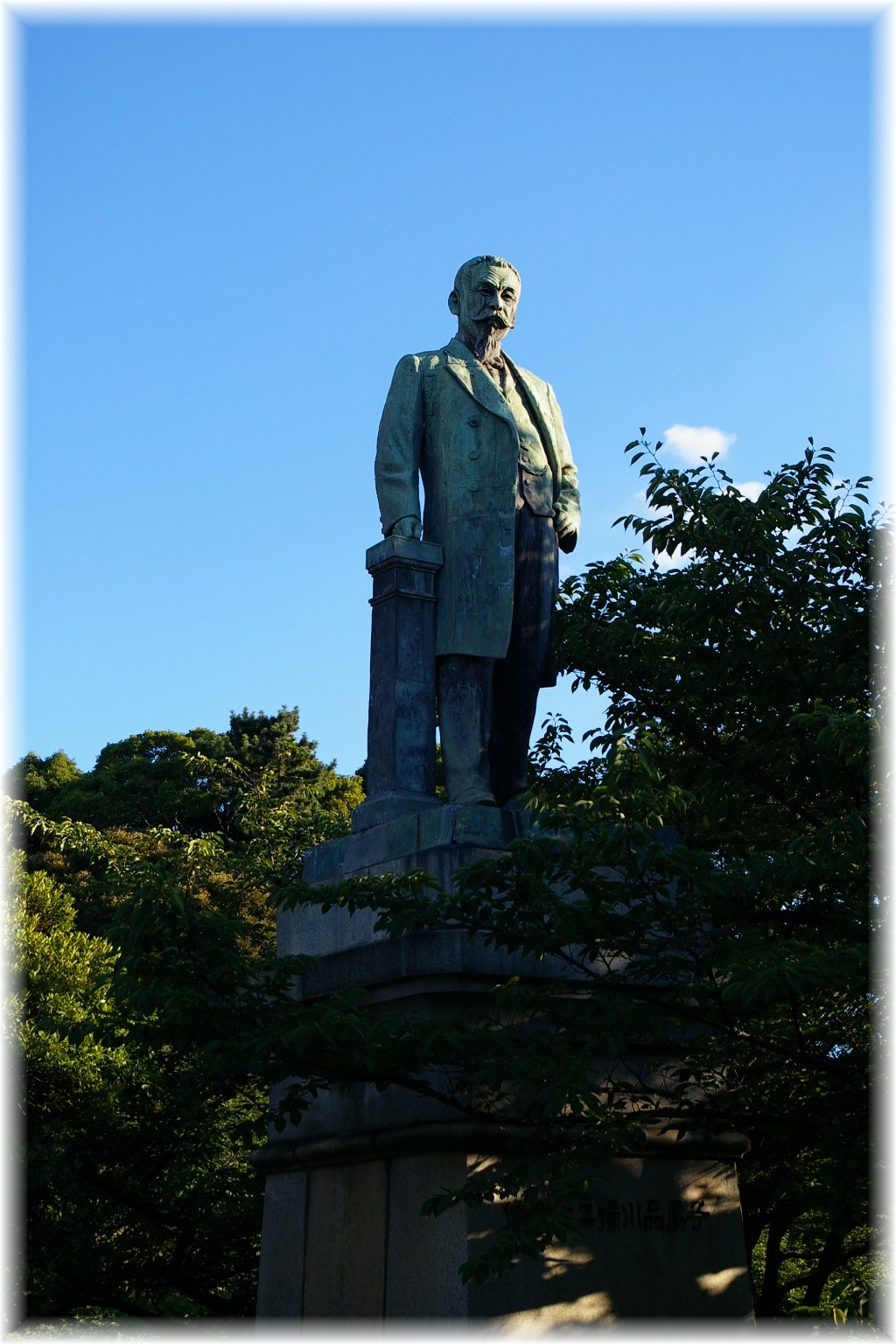
Statue de Shinagawa au sanctuaire Yasukuni.

Le vicomte Shinagawa Yajirō (品川 弥二郎) (20 novembre 1843 - 26 février 1900) est un homme politique japonais de l'ère Meiji qui réprima l'opposition politique durant les élections législatives japonaises de 1892.

## Biographie
Shinagawa est né à Hagi dans le domaine de Chōshū (actuelle préfecture de Yamaguchi). Son père est un samouraï ashigaru au service du clan Mōri. Durant la période du Bakumatsu, il étudie à l'académie Shoka Sonjuku de Yoshida Shōin, auprès de Yasui Sokken, et est un fervent partisan du mouvement anti-étranger Sonnō jōi. En 1862,  avec d'autres militants samouraïs de Chōshū, il participe à l'attaque de la légation britannique d'Edo. Il combat également durant la rébellion des portes Hamaguri à Kyoto en août 1864. Durant la guerre de Boshin de la restauration de Meiji, il est officier d'État-major dans les armées impériales contre les forces restantes du shogunat Tokugawa de l'Ōuetsu Reppan Dōmei dans le Nord de Honshū. Il est l'auteur des paroles de la chanson loyaliste Tokoton-yare-bushi (ja), populaire durant la guerre.
Après l'établissement du gouvernement de Meiji, Shinagawa est envoyé en France et arrive à Paris en 1870 pour observer la technologie militaire et les stratégies occidentales durant la guerre franco-allemande. À son retour au Japon, il est nommé secrétaire en chef du ministère de l'Intérieur, puis vice-ministre de l'Intérieur, et enfin vice-ministre de l'Agriculture et du Commerce. Il soutient le développement de l'agriculture et l'exploitation forestière en fondant des banques coopératives et des coopératives agricoles. Il se rend plus tard brièvement en Allemagne comme diplomate. En 1891, Shinagawa est nommé ministre de l'Intérieur dans le gouvernement de Matsukata Masayoshi.
Durant les tumultueuses élections législatives japonaises de 1892, Shinagawa répond aux critiques indirectes de l'empereur Meiji sur l'échec de la Diète du Japon à trouver un accord sur le budget national en accusant les partis politiques de l'opposition de sédition, et en utilisant son autorité de ministre de l'Intérieur pour museler les activités de l'opposition durant l'élection, et pour intimider les candidats et les électeurs. Les émeutes et autres perturbations publiques qui en résultent dans tout le Japon provoquent de nombreux morts et blessés, et l'élection elle-même est entachée d'irrégularités. Shinagawa est sévèrement critiqué en public pour ses actions et forcé de démissionner de son poste.
Après son départ, il fonde, avec l'ancien ministre de l'Intérieur Saigō Tsugumichi, le parti conservateur Kokumin Kyokai et en devient vice-président.
Shinagawa est décoré de l'ordre du Soleil levant, 1re classe, en 1900 à titre posthume. Une grande statue en bronze à son effigie se trouve à la gauche de l'entrée principale du sanctuaire Yasukuni de Tokyo.